# Coleophora hydrolapathella
Coleophora hydrolapathella é uma espécie de mariposa do gênero Coleophora pertencente à família Coleophoridae.